# Желище
Желище или Желища (на македонска литературна норма: Желиште) е бивше село в Република Северна Македония, разположено на територията на община Кавадарци.

### Етимология
Според академик Иван Дуриданов етимологията на името е от първоначалния патроним * Жєлишти < -itji от личното име Жел(и), сравнимо с Жельо, съкратено от Жели-бор, Жели-мир, Жели-слав.

## География
Желище е било разположено в областта  Раец, при изворите на Желищката река, западно под склона на Борински рид (Бурински рид), южно от село Кесендре.

## История
Селото е средновековно – споменато е в грамота на Йоан Драгаш и Константин Драгаш от 1378 година: и єштє приложихъ оу Тиквєшоу... сєло Полошко,... сєло Жєлишта. Турците са го наричали Девол Касабаси. Унищожено е от османците по време на буна в средата на XVIII век. Оцелелите жители основават Кесендре. В 20-те години на XX век в село Никодин е регистриран родът Новоселци с 9 къщи, който се е преселил от Желище.
Край извора на Желищката река e археологическото находище от Късноантично време, наречено Църквище.